# Ana Daniel
Ana Daniel, pseudonimo di Maria de Lourdes d'Oliveira Canellas da Assunção Sousa (Lisbona, 19 maggio 1928 – Sintra, 30 novembre 2011), è stata una poetessa portoghese.

## Biografia
Nacque a Lisbona nel 1928, nella parrocchia di Santa Isabel, figlia, insieme ai suoi quattro fratelli, di Mario Canellas e di Maria Eugenia d'Oliveira Canellas. Sposata con Fernando d'Assunção Sousa, nel 1950 lasciò il quartiere della sua infanzia, Campo d'Ourique, per Sintra, dove andò a vivere ed ebbe cinque figli, e produsse il grosso della sua opera.
Si donò alla poesia all'età di quindici anni, con opere pubblicate su giornali e riviste nazionali e dei territori portoghesi d'oltremare. Vinse diversi premi giovanili, firmando col suo primo pseudonimo: Ana Arlési. Ma fu all'età di vent'anni che diede ai suoi scritti l'impostazione e l'intensità che ne segnarono l'opera poetica.

## Scritti
Vince il premio del Concorso di Manoscritti di Poesia del 1969 con il suo primo libro, Momento vivo che è la parola fra lo strano e l'irreparabile. Nos Olhos das Madrugadas, l'ultimo, è già solitudine con corpo e anima intessuta da perdite e assenze, e dalla saudade, il sentimento forse più ricorrente del suo lirismo, una filigrana di emozioni ora di accettazione, ora di anticonformismo.